# Leptictidium
Leptictidium (en idioma español «comadreja grácil») es un género extinto de mamíferos euterianos prehistóricos de la familia Pseudorhyncocyonidae. Son, junto con los macrópodos y los humanos, algunos de los únicos mamíferos conocidos totalmente bípedos. Fueron una de las primeras ramas en separarse de los euterios basales.
Existieron durante el Eoceno, hace aproximadamente 50 millones de años. A pesar de que fueron comunes en Europa, se extinguieron hace aproximadamente 35 millones de años sin dejar descendencia, debido probablemente a que estaban adaptados a vivir en ecosistemas boscosos y no se podían adaptar a las llanuras abiertas del Oligoceno.

## Morfología

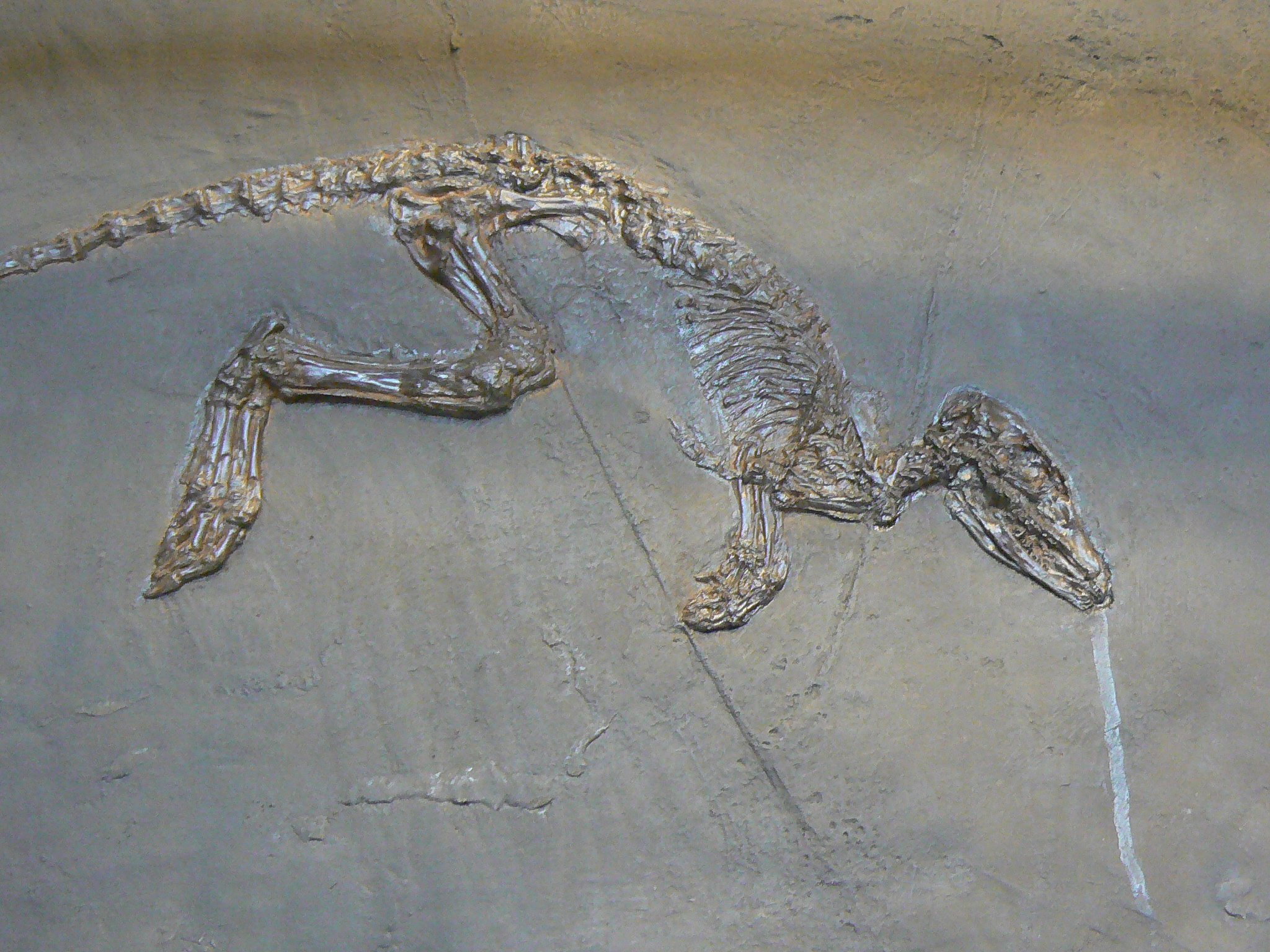
Fósil de Leptictidium auderiense en el
Museo Nacional de Historia Natural de Francia (París).

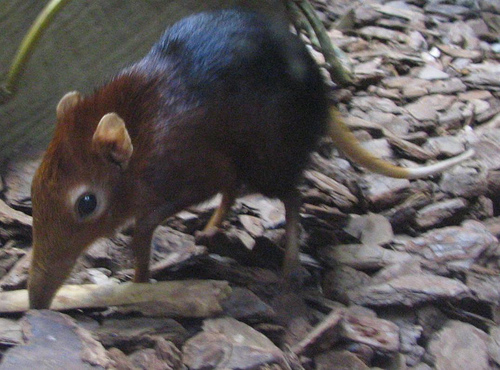
Una musaraña elefante. La morfología del Leptictidium era similar a la de estos mamíferos.

Leptictidium es un animal especial, pues su anatomía combina elementos muy primitivos con elementos que demuestran un alto nivel de especialización. Las patas posteriores eran mucho más grandes que las delanteras, y las falanges laterales de las patas delanteras eran cortas y débiles. Las puntas de las falanges poseían una forma puntiaguda y estirada.
Los tobillos y la articulación iliosacra tenían una fijación bastante frágil, mientras que la pelvis poseía una unión flexible con una sola vértebra sacra. Las fosas musculares anteorbitales de sus cráneos muestran que probablemente tenían un morro largo y móvil, como los de la musaraña elefante.
En la región antemolar el diastema era muy amplio, y en los molares superiores eran más transversales que los de los Leptictidae norteamericanos, además, los cuartos premolares eran molariformes y los caninos C1 eran incisiformes. La dentición era muy pequeña en relación con las dimensiones de la mandíbula y del animal en general.
Medía entre aproximadamente 60 y 90 centímetros de longitud, de los cuales más de la mitad eran de la cola, y podía alcanzar los 20 centímetros de altura. Por lo general, solía pesar un par de kilogramos. Sin embargo, estas dimensiones podían variar según el ejemplar.

### Locomoción

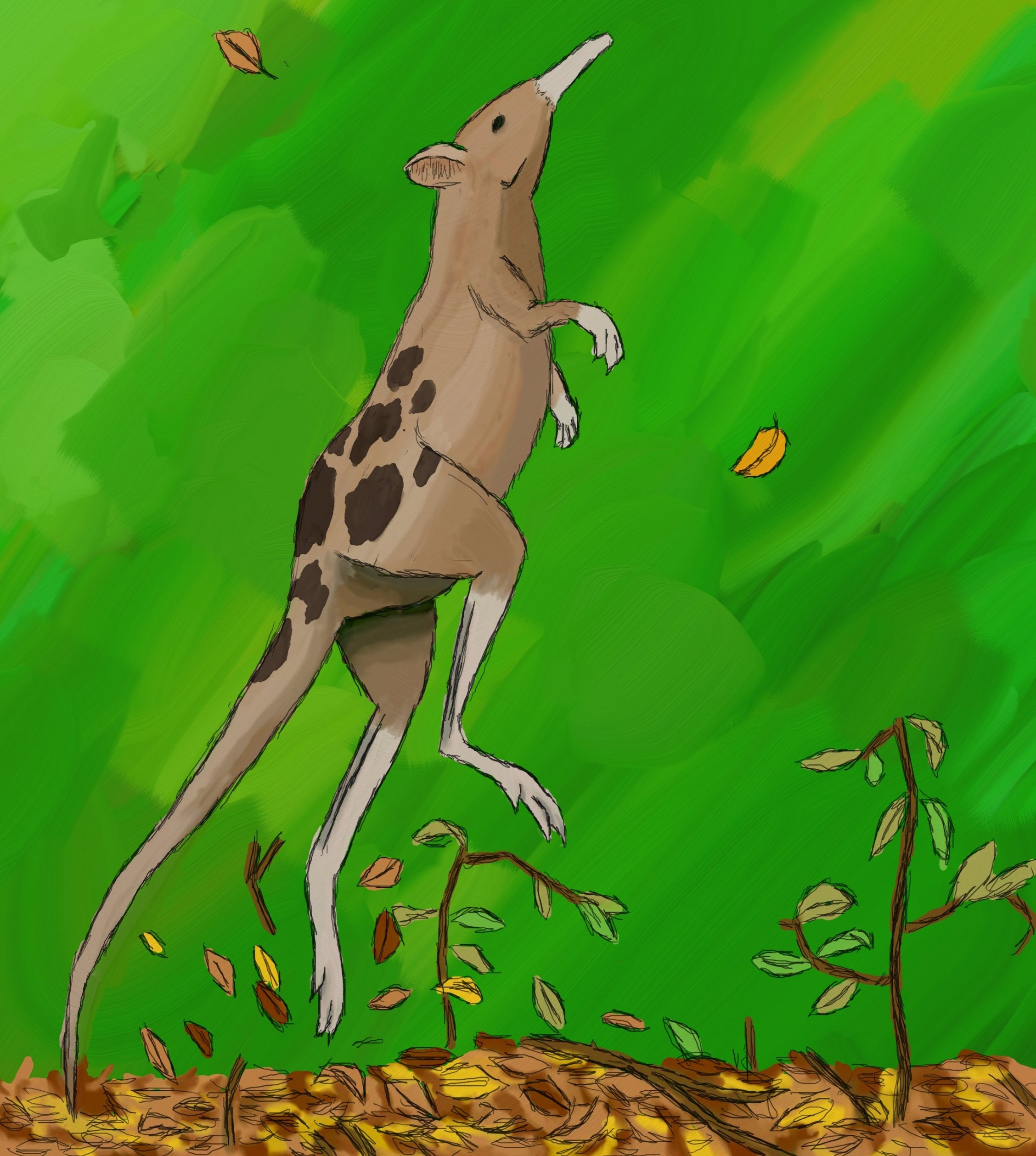
Recreación de Lepticidium auderiense saltando.

Una de las cuestiones que todavía quedan por resolver sobre Leptictidium es si se desplazaba corriendo o mediante saltos. Al haber tan reducido número de mamíferos bípedos, es muy difícil encontrar un animal adecuado para realizar comparaciones. Si se decide tomar a los canguros como modelo, es posible que Leptictidium corriera con el cuerpo inclinado hacia adelante, utilizando la cola como contrapeso. En cambio, las musarañas elefantes combinan ambos tipos de locomoción: por lo general, se mueven sobre sus cuatro patas, pero al huir de un depredador pueden salir del apuro corriendo sobre dos de ellas. Varios estudios de la estructura ósea de Leptictidium han revelado algunas informaciones contradictorias: por una parte, parece que las articulaciones eran demasiado débiles como para soportar el choque que produciría el salto, pero por otra parte, es evidente que sus pies alargados no estaban adaptados para correr, sino para saltar.
El paleontólogo Kenneth D. Rose realizó una comparación de la anatomía de la especie Leptictidium nasutum con la de Leptictis dakotensis, de la familia Leptictidae. L. dakotensis poseía una serie de características que indicaban que se trataba de un animal corredor que en ocasiones se movía saltando. A pesar de las altas similitudes entre ambos, existen algunas diferencias en sus esqueletos que impiden que el ejemplo del L. dakotensis sirva para determinar con absoluta certeza la manera de desplazarse de Leptictidium: la diferencia más importante es que tanto la tibia como el peroné de Leptictidium no se encontraban fusionados.
Algunos paleontólogos aseguran que Leptictidium era un animal corredor, mientras que otros mantienen la postura de que se movía a base de saltos. Lo único que se sabe con certeza es que la manera de desplazarse de este euterio continúa siendo un tema controvertido.

## Comportamiento
Leptictidium era un animal diurno que salía a cazar dos veces al día, una por la mañana y otra por la tarde. Una de las primeras cosas que hacía al despertarse era limpiarse el pelaje a conciencia. Se cree que a la hora de cazar tenía la peculiar costumbre de crear pequeños senderos en la jungla donde habitaba. Cada mañana y tarde se dedicaba a recorrer estos senderos, cazando las presas que se encontraba y apartando cualquier objeto que obstaculizara el paso. Mantener despejados estos pequeños senderos era de una importancia capital, pues era la vía que utilizaba para escapar en caso de que le atacara un depredador.
Las crías de Leptictidium eran muy vulnerables a los ataques de los depredadores, y se piensa que debido a ello nacían muy desarrolladas y se volvían independientes a una edad muy temprana. Tomando como referencia el comportamiento de las musarañas elefantes de la actualidad, se puede sugerir la posibilidad de que las crías de Leptictidium saliesen a cazar en compañía de la madre, y que aprendieran a distinguir las presas lamiendo la boca de la madre cuando ésta acababa de cazar a algún animal, para conocer el gusto de los alimentos.
Se han encontrado fósiles de tres especies diferentes de Leptictidium perfectamente conservados en el sitio fosilífero de Messel, en Alemania. Las marcas de su pelaje se han conservado, así como el contenido del estómago, que demuestra que eran omnívoros y que se alimentaban principalmente de insectos, lagartijas, y otros mamíferos pequeños. El holotipo de L. tobieni contenía también trozos de hojas y grandes cantidades de arena en el abdomen, pero no se puede determinar con certeza si fue el propio animal el que se lo tragó.

## Hábitat

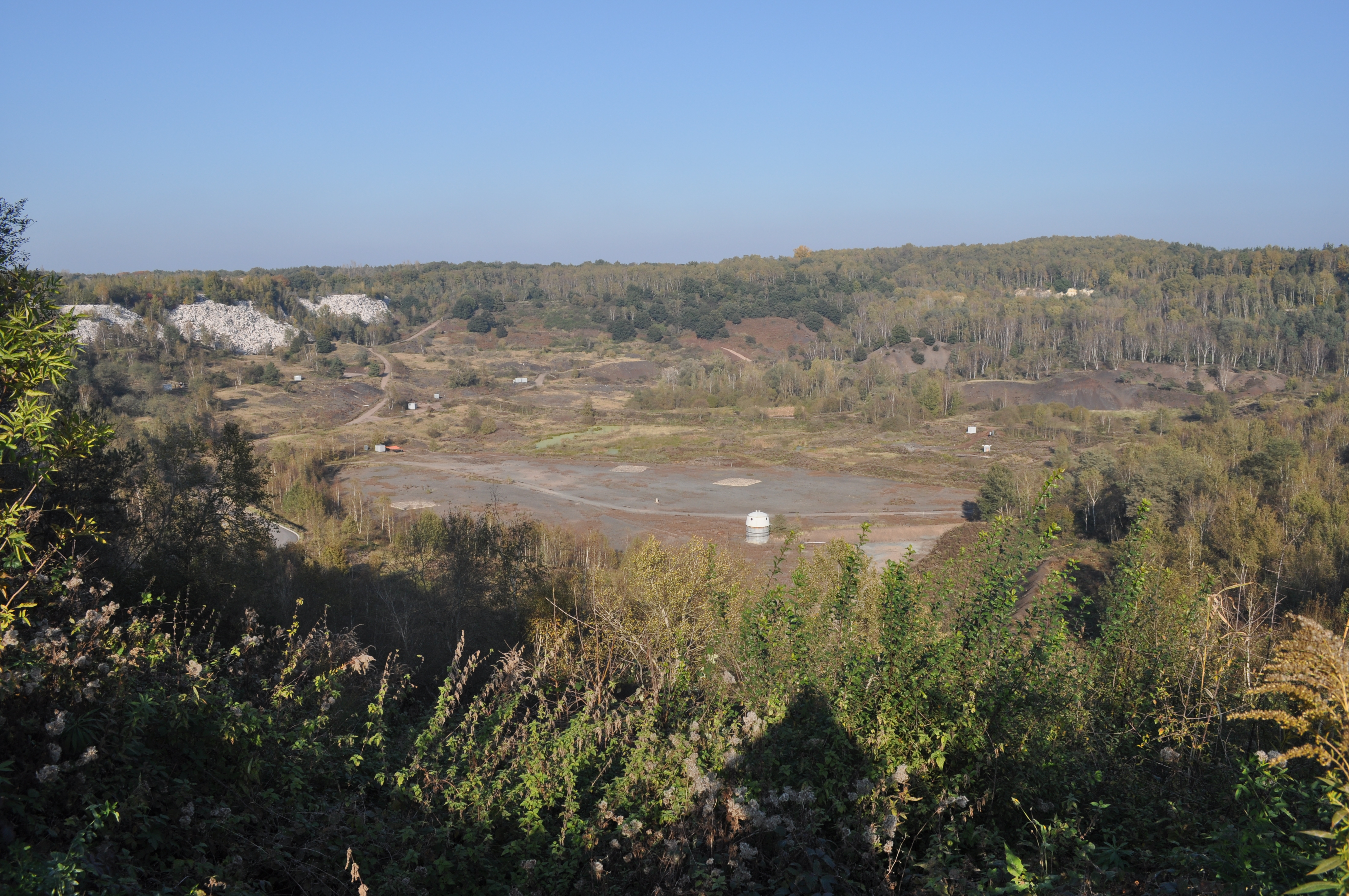
Sitio fosilífero de Messel, en Alemania.

Leptictidium habitó las junglas subtropicales durante el Eoceno. Desde comienzos de este período, la temperatura del planeta aumentó, experimentando uno de los calentamientos globales más rápidos (en términos geológicos) y alcanzando uno de los mayores registros de la historia geológica, proceso denominado Máximo Térmico del Paleoceno-Eoceno. La temperatura aumentó rápida e intensamente (casi 7º en las latitudes más altas) en menos de cien mil años. Dicho máximo térmico provocó una gran extinción, por lo que la fauna del Eoceno es radicalmente distinta a la del Paleoceno.
El clima global del Eoceno fue probablemente el más homogéneo del Cenozoico: el gradiente térmico del ecuador a los polos era entonces la mitad del actual, y las corrientes oceánicas profundas eran excepcionalmente cálidas. Las regiones polares eran también mucho más cálidas que hoy en día, similar a la temperatura actual del noroeste de los Estados Unidos. Los bosques templados alcanzaban los polos, mientras que los climas tropicales lluviosos llegaban hasta los 45° de latitud norte. La diferencia más elevada se encontraba en las latitudes templadas, aunque el clima de los trópicos era similar al de nuestros tiempos.
En esta época, la gran mayoría de lo que actualmente es la Europa mediterránea y el sureste Asiático se encontraba sumergido en el mar de Tetis. Ambos continentes estaban separados por el estrecho de Turgai, un mar epicontinental. La mayoría del continente europeo se encontraba cubierto de vegetación, gracias a la humedad y a las temperaturas cálidas.

La región donde actualmente se encuentra Alemania, durante el Eoceno era una zona volcánicamente muy activa. Se cree que en el sitio fosilífero de Messel se encontraba un antiguo lago volcánico repleto de gases tóxicos como CO2. Periódicamente, el lago liberaba el gas tóxico que contenía, creando una nube mortífera de polvo que asfixiaba los animales de los alrededores. Esto explicaría el gran número de especies no acuáticas que se han hallado en el antiguo fondo del lago del sitio fosilífero de Messel.
En estos bosques frondosos, Leptictidium compartía hábitat junto con animales como Godinotia, Pholidocercus, Palaeotis, o Propalaeotherium. También había depredadores: Asiatosuchus, Lesmesodon, o Formicium. Antes se consideraba que depredador principal era Gastornis, un ave de casi dos metros de altura, pero estudios recientes indican que Gastornis era un ave herbívora, específicamente "fruguívora".

## Especies
El género Leptictidium contiene ocho especies:

### Leptictidium auderiense

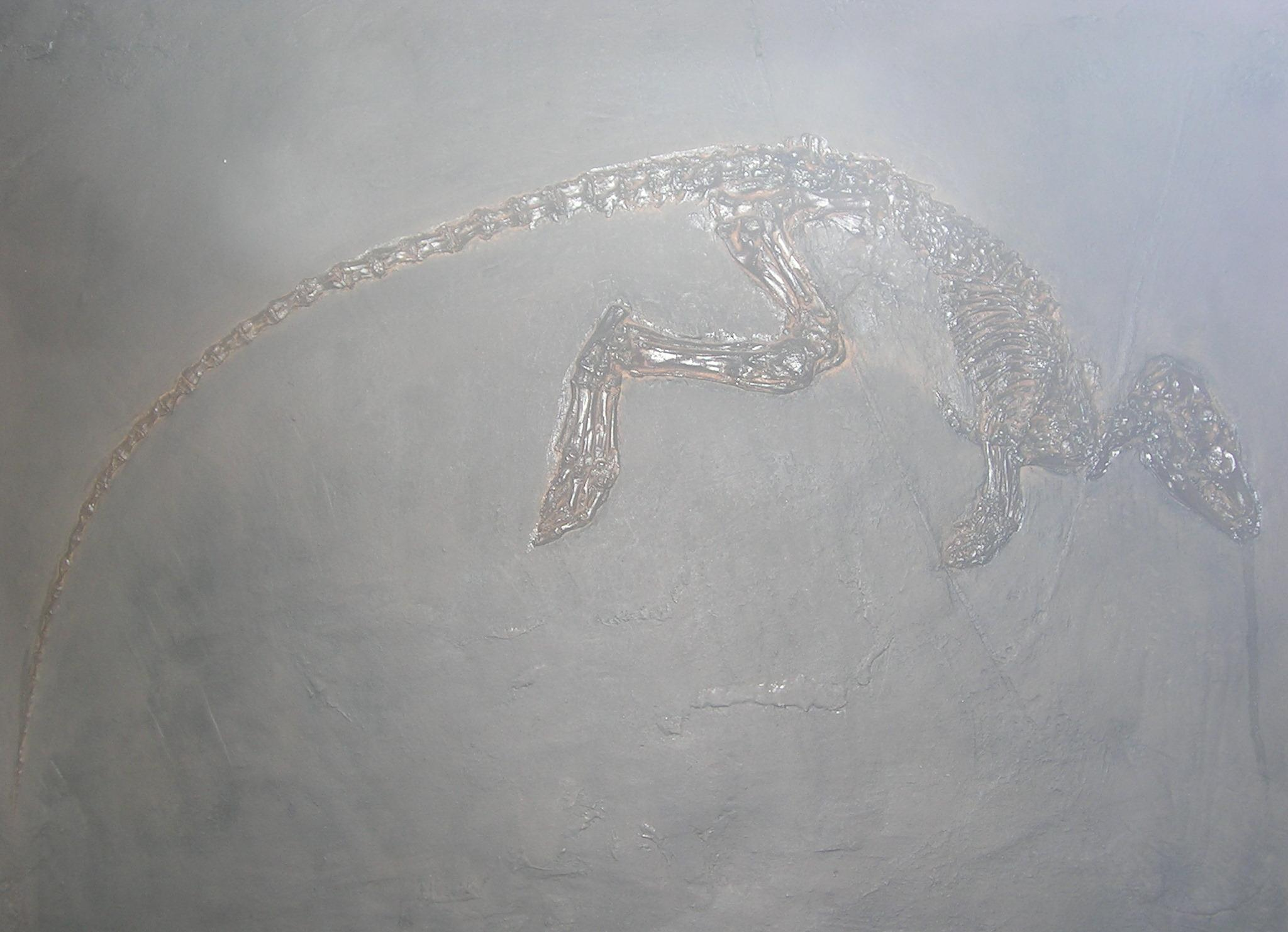
Fotografía de un fósil de Leptictidium auderiense en el Museo Nacional de Historia Natural de Francia (París), mostrando la totalidad de su larga cola.

Descrita por Heinz Tobien en 1962 a partir de una serie de maxilares inferiores del Lutetiano. Tobien también halló un pequeño esqueleto que tomó como el paratipo de la especie, pero Gerhard Storch y Adrian Lister demostraron en 1985 que en realidad el esqueleto ni siquiera pertenecía al género Leptictidium. Se trata de la especie más pequeña de todo el género, solamente alcanzaba los sesenta centímetros de longitud. Se han encontrado varios esqueletos en el sitio fosilífero de Messel. Christian Mathis destaca el excepcional desarrollo del paracónido (o cúspide mesiobucal) del premolar P4 inferior. Sus dientes molares y premolares eran bastante pequeños en comparación con el conjunto de la dentición. El nombre de la especie hace referencia a la población romana de Auderia, Dieburg en la actualidad.

### Leptictidium ginsburgi
Descrita por Christian Mathis en el año 1989. Se han encontrado fósiles en los yacimientos paleontológicos de Robiac, Le Bretou, Lavergne, La Bouffie, Les Clapies, Malpérié, y Perrière, todos ellos en Francia, hallados en los estratos del Priaboniano superior. En esta especie, el mosostilo característico del género Leptictidium no se encuentra tan desarrollado como en las demás. El nombre de la especie está dedicado a Léonard Ginsburg, paleontólogo francés y antiguo subdirector del Museo Nacional de Historia Natural de París.

### Leptictidium nasutum
Descrita por Adrian Lister y Gerhard Storch en 1985. Se trataba de una especie de tamaño medio que medía sesenta y cinco centímetros de longitud. Se han encontrado esqueletos en el sitio fosilífero de Messel, en estratos del Priaboniano superior. La cola de esta especie contenía 42-43 vértebras, más que cualquier otro mamífero conocido. Los molares y premolares eran bastante pequeños en relación con el conjunto de la dentición. El nombre de la especie hace referencia a la nariz del animal, nasus en latín. El holotipo es un esqueleto completo de un ejemplar adulto conservado en el Instituto de Investigación Senckenberg de Fráncfort del Meno.

### Leptictidium sigei
Descrita por Christian Mathis en 1989. Se han hallado fósiles en los yacimientos paleontológicos de Sainte-Néboule, Baby, Sindou, y Pécarel, en Francia, y su aspecto es más primitivo que el de la especie L. nasutum. Se conoce principalmente por dientes aislados. Tiene un premolar P4 con un paracónido muy reducido, así como un hipoconúlido y un entocónido bastante diferente a los de los molares M1 y M2. La especie está dedicada al paleontólogo francés Bernard Sigé.

### Leptictidium tobieni
Descrita por Wighart von Koenigswald y Gerhard Storch en 1987. Se trata de la especie más grande de todo el género, pues se estima que alcanzaba los noventa centímetros de longitud. Es una de las especies halladas en el sitio fosilífero de Messel, en las capas del Lutetiano. El nombre de la especie está dedicado a Heinz Tobien, paleontólogo alemán que describió al género Leptictidium y principal impulsor de la investigación en el sitio fosilífero de Messel durante la década de 1960. El holotipo es un esqueleto completo y perfectamente preservado de un ejemplar adulto que fue hallado en septiembre de 1984, y que actualmente se encuentra en el Museo estatal de Hesse en Darmstadt. La especie también tiene un paratipo: un ejemplar incompleto y mal conservado que se encuentra en el Real Instituto Belga de Ciencias Naturales.
Posee una mandíbula relativamente robusta con un mesostilo relativamente grande. Los premolares molariformes son una característica típica del género Leptictidium que queda muy marcada en los premolares P4 de L. tobieni. Otras características de la especie son el alto nivel de desarrollo del mesostilo, y la disposición transversal de los molares superiores.

### Comparación de las especies de Messel
Observando las obvias diferencias morfológicas de la dentición de las tres especies halladas en Messel, se puede descartar la posibilidad de que los fósiles encontrados se traten de la misma especie pero en diferentes edades, o que dos de estas pertenezcan a una misma especie pero con un marcado dimorfismo sexual.
Las especies del yacimiento de Messel se desarrollaron con unos rasgos evolutivos característicos y comunes entre ellos que los diferencian de las especies encontradas en el yacimiento de Quercy.
La siguiente tabla muestra las diferencias dimensionales de diferentes ejemplares de cada especie hallada en el sitio fosilífero de Messel (medidas en milímetros):
| Especies                             | L. auderiense | L. auderiense | L. nasutum  | L. nasutum | L. nasutum   | L. tobieni    | L. tobieni            |
| Ejemplares                           | LNK Me 418a   | SMF 78/1      | SMF ME 1143 | LNK Me 576 | HLMD Me 8059 | HLMD Me 8011a | I. R. Sc. N. B. M1475 |
| ------------------------------------ | ------------- | ------------- | ----------- | ---------- | ------------ | ------------- | --------------------- |
| Cráneo                               | 67,4          | 67,2          | 88,2        | 89,8       | 88,6         | 101,1         | -                     |
| Cabeza+Tronco                        | 220           | 215           | 300         | 295        | 328          | 375           | -                     |
| Cola                                 | 340           | 375           | 450         | 445        | 454          | 500           | -                     |
| Húmero                               | 31,8          | 32,3          | 41,9        | 41,9       | 43,1         | 45,7          | 46,6                  |
| Cúbito                               | 29,4          | 31,8          | 45,6        | 44,2       | 45,3         | 51,2          | -                     |
| Radio                                | 21,5          | 23,9          | 31,7        | 31,1       | 33,2         | 37,0          | 36,2                  |
| Pelvis                               | 54,5          | 56,5          | 77,8        | 77,1       | -            | 85,7          | (82)                  |
| Fémur                                | 54,2          | 57,5          | 75,3        | 71,5       | 75,1         | 84,8          | (82)                  |
| Tibia                                | 64,4          | 66,3          | 79,7        | 79,0       | 80,1         | 91,6          | 90,5                  |
| Peroné                               | 57,4          | 58,7          | 75,2        | 72,3       | -            | 86,6          | -                     |
| Calcáneo                             | 22,3          | 22,6          | 25,3        | 25,2       | -            | 26,7          | 25,4                  |
| Neurocráneo †                        | 33,0          | 31,6          | 38,7        | 39,3       | 37,5         | 42,2          | 42,5                  |
| Altura del maxilar inferior en el M2 | 5,7           | 5,6           | 6,9         | 6,6        | 6,4          | 9,0           | 9,5                   |
| Altura de la rama mandibular ††      | 14,3          | -             | 20,8        | 23,3       | 23,0         | 29,2          | 28,5                  |

† Desde el borde delantero de la órbita.

†† Sobre la incisura praeangularis.

## Tendencias evolutivas
El paleontólogo francés Christian Mathis, en su obra Quelques insectivores primitifs nouveaux de l'Eocène supérieur du sud de la France (1989), estudió las tendencias evolutivas del género Leptictidium basándose en comparaciones con las especies más primitivas y con las más recientes. A partir de estas observaciones, Mathis destacó varias características:
- un aumento de tamaño;
- una fusión precoz del hipoconúlido y el entocónido en el molar M3;
- una ligera reducción de la amplitud del talónido del M3 en relación con otros dientes molares;
- la formación y el desarrollo de un mesostilo en los dientes molariformes P4 y M3;
- la reducción de las regiones metastilar y parametastilar en estos mismos dientes (con alguna que otra excepción), en particular con una reducción del lóbulo parastilar que sobresale menos la parte anterior del M3, y posiblemente del P4;
- un acortamiento transversal de los dientes molarizados superiores, que toman una apariencia más cuadrada;
- un gran desarrollo del postcíngulo.

## Especies cercanas

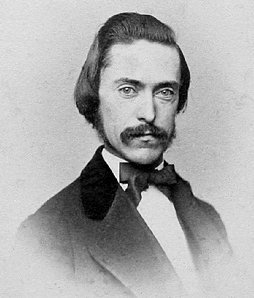
Theodore Gill describió la familia Leptictidae en el año 1872.

Junto con el género Pseudorhyncocyon, las cinco especies de Leptictidium forman la familia Pseudorhyncocyonidae, una de las tres que componen el orden Leptictida. Las familias y géneros son:
Orden Leptictida
- Familia Gypsonictopidae (Van Valen, 1967)
  - Género Gypsonictops (Simpson, 1924)
- Familia Leptictidae (Gill, 1872)
  - Género Leptictis (Leidy, 1868)
  - Género Myrmecoboides (Gidley, 1915)
  - Género Ongghonia (Kellner y McKenna, 1996)
  - Género Palaeictops (Matthew, 1899)
  - Género Prodiacodon (Matthew, 1929)
  - Género Xenacodon (Matthew y Granger, 1921)
- Familia Pseudorhyncocyonidae (Sigé, 1974)
  - Género Leptictidium (Tobien, 1962)
  - Género Pseudorhyncocyon (Filhol, 1892)

Este listado no tiene en cuenta las familias ni los géneros de afiliación incierta o discutida, al ser Leptictida un clado parafilético.

## Aparición en documentales
En el primer episodio la serie Walking with Beasts de la BBC, los protagonistas son una hembra de Leptictidium y sus jóvenes crías, y narra un día de la vida de uno de estos animales en el Eoceno.
Después de la caída de un micrometeorito, aparece por primera vez la hembra de Leptictidium, que encuentra a otro ejemplar de su misma especie antes del alba. Se ve obligada a huir de un Gastornis, refugiándose en un nido de Ficus que previamente había construido. Al salir el sol, la madre sale de cacería, buscando insectos y animales de sangre fría que todavía no han tenido tiempo de calentarse, y logra cazar una rana. Más tarde llega a la orilla de un pequeño lago, pero no se acerca porque hay un Ambulocetus rodeando la costa. Después del fracaso de la caza, al mediodía se ve obligada a volver al nido, pues es la hora en la que más depredadores hay en el bosque, y se acuesta hasta la tarde.
Cuando han pasado las horas más cálidas, la hembra sale de nuevo a cazar. Utiliza las patas traseras para prepararse los caminos que más tarde podrían serles útiles al escapar de los depredadores. Esta vez, las crías salen también a cazar junto con la madre. De nuevo, un Gastornis vuelve a perseguirlos, aunque finalmente caza a un Propalaeotherium y los protagonistas consiguen salir airosos del apuro. En esta ocasión, la cacería tiene éxito y logran abundante alimento.
Al caer la noche, un lago volcánico libera una nube de gas tóxico, y los Leptictidium son unos de los pocos animales que logran sobrevivir, pues su nido no se encuentra en el recorrido de la nube. En cambio, el Ambulocetus que les atacó durante el día muere asfixiado por el dióxido de carbono.

### En alemán
- Christian, A. (1999). Zur Biomechanik der Fortbewegung von Leptictidium (Mammalia, Proteutheria). Frankfurt del Main: Courier Forschungsinstitut Senckenberg.
- Maier, W.; Richter, G.; Storch, G. (1986). Leptictidium nasutum - ein archaisches Säugetier aus Messel mit außergewöhnlichen biologischen Anpassungen. Frankfurt del Main: Natur und Museum.
- Storch, G. (1987). Leptictidium - ein archaischer Säuger. Naturwissenschaftliche Rundschau.
- Storch, G.; Lister, A. (1985). Leptictidium nasutum - ein Pseudorhyncocyonide aus dem Eozän der Grube Messel bei Darmstadt (Mammalia, Proteutheria). Frankfurt del Main: Senckenbergiana lethaea.
- Tobien, H. (1962). Insectivoren (Mammalia) aus dem Mitteleozän (Lutetium) von Messel bei Darmstadt. Wiesbaden: Notizbl. hess. Landesamt. Bodenforsch.
- Von Koenigswald; W.; Storch, G. (1987). Leptictidium tobieni n sp., ein dritter Pseudorhyncocyonide (Proteutheria, Mammalia) aus dem Eozän von Messel. Frankfurt del Main: Courier Forschungsinstitut Senckenberg.
- Von Koenigswald, W.; Wuttke, M. (1987). Zur Taphonomie eines unvollständigen Skelettes von Leptictidium nasutum aus dem Ölschiefer von Messel. Wiesbaden: Geol. Jb. Hessen.

### En francés
- Mathis, C. (1989). Quelques insectivores primitifs nouveaux de l'Eocène supérieur du sud de la France. Paris: Bulletin du Muséum national d'histoire naturelle.

### En inglés
- Benton, M. (2000). Vertebrate Palaeontology. Oxford: Blackwell Publishers. ISBN 0-632-05614-2.
- Frey, E.; Herkner, B.; Schrenk, F.; Seiffert, C; (1993). Reconstructing organismic constructions and the problem of Leptictidium's locomotion. Darmstadt: Kaupia Darmstädter Beiträge zur Naturgeschichte.
- Rose, K. (2006). The Beginning of the Age of Mammals. The Johns Hopkins University Press. ISBN 0-8018-8472-1.